# 中村尚子
中村 尚子（なかむら なおこ、7月28日 - ）は、日本の女性声優、ナレーター。大阪府出身。青二プロダクション所属。

## 来歴
青二塾大阪校5期卒業。

## 人物
音域はE - D（ファルセットA）。方言は大阪弁。
多数のアニメ、洋画、ゲーム、テレビ番組に出演している。
資格・免許は看護師免許、普通自動車免許。

## 出演
太字はメインキャラクター。

### テレビアニメ
1989年
- キテレツ大百科（女子大生、ちえみ、女性アナ、フロント）

1991年
- ゲッターロボ號（女性客、瀬戸真由美）

1992年
- ツヨシしっかりしなさい（1992年 - 1994年、女子大生C、店員、ミドリ、同僚A、看護婦）
- ドラゴンクエスト ダイの大冒険（第1作）（子供）
- 美少女戦士セーラームーン（1992年 - 1993年、女性、女生徒、DDガールズ） - 2シリーズ

1994年
- 蒼き伝説シュート!（女の子A）
- ドラゴンボールZ（女店員）
- 七つの海のティコ（ガイド）
- ママレード・ボーイ（桂子、女子学生、女子大生、弥生の友達）

1995年
- アニメ世界の童話（長女、魚）
- それいけ!アンパンマン（チャーハン王子〈初代〉）
- ロミオの青い空（ピア）

1996年
- 地獄先生ぬ〜べ〜（バスガイド）
- ドラゴンボールGT（秘書）

1997年
- CLAMP学園探偵団（看護婦）

1999年
- 神八剣伝（ヨシノ・ヤガミ）

2001年
- ジャングルはいつもハレのちグゥ（レベッカ）

2002年
- 名探偵コナン（2002年 - 2009年、筧苑子、ホームヘルパー2、アナウンサー、入鹿結衣）

2009年
- あたしンち（パン屋の店長）

### 劇場アニメ
- 風の大陸（1992年）
- MEMORIES「最臭兵器」（1995年、看護婦）

### OVA
1991年
- 銀河英雄伝説
- 3×3 EYES（女生徒1）
- スローステップ（三塁コーチ）

1992年
- うしおととら（女子生徒A）
- 機神兵団（女性兵団員）

1993年
- 超時空世紀オーガス02（ナタルマ、子供）

1994年
- ファイナルファンタジー（ルージュの部下）

1995年
- 銀河お嬢様伝説ユナ〜哀しみのセイレーン〜（ジーナ）

1996年
- 銀河お嬢様伝説ユナ〜深闇のフェアリィ〜（ジーナ）

1997年
- サイコダイバー 魔性菩薩（機械音声）

1998年
- ガラスの仮面 千の仮面を持つ少女（沢渡美奈）

2002年
- ジャングルはいつもハレのちグゥ デラックス（レベッカ）

2008年
- METAL GEAR SOLID 2 BANDE DESSINEE（スナイパー・ウルフ）

### ゲーム
1992年
- 銀河お嬢様伝説ユナ（お茶の佳華、ジーナ）

1993年
- Aランクサンダー 誕生編（ウインドー）
- CAL III（アーシュロット）
- 天外魔境 風雲カブキ伝（イーラ）

1994年
- ポリスノーツ（病院受付嬢）

1995年
- 銀河お嬢様伝説ユナ2 永遠のプリンセス（お茶の佳華、ジーナ）

1996年
- 銀河お嬢様伝説ユナFX 哀しみのセイレーン（お茶の佳華、ジーナ）
- 銀河お嬢様伝説ユナREMIX（お茶の佳華、ジーナ）

1997年
- 銀河お嬢様伝説ユナ3 LIGHTNING ANGEL（お茶の佳華、ジーナ）
- 同級生2（南川洋子）

1998年
- 銀河お嬢様伝説ユナ FINAL EDITION（お茶の佳華、ジーナ）
- メタルギアソリッド（スナイパー・ウルフ、PALコード・コンピュータボイス）
- ひみつ戦隊メタモルV（南百合麗子）

1999年
- リフレインラブ2（三沢はるか）

2002年
- すべてがFになる 〜THE PERFECT INSIDER〜（儀同世津子）

2005年
- 第3次スーパーロボット大戦α 終焉の銀河へ（スペクトラ・マクレディ）

2016年
- スーパーロボット大戦OG ムーン・デュエラーズ（スペクトラ・マクレディ）

2023年
- スーパーロボット大戦DD（スペクトラ・マクレディ）

### ドラマCD
- アリスソフト・スペシャル「ラブパニック」（クミコ）
- 音盤ねこめ〜わく（ひろみ）
- ドラマCD サモンナイト 界の狭間のゆりかご（双子の母）
- ゼルダの伝説サウンド・ドラマ「二人の序章」（ロレッタ）

### 吹き替え

#### 映画
- キャッツ&カンパニー（ソーニア）
- シカゴ・ホープ ※VHS版
- ミミック ※VHS、DVD版

### ラジオ
- ラジオドラマ「ロードス島戦記 風と炎の魔人」（ナルディア）

### ナレーション
NHK
- 趣味悠々
- 日曜芸術劇場
- BSまるごと大全集「花の王国オランダ」
- NHK高校講座「生物」
- 頭がしびれるテレビ

日本テレビ系
- 日本テレビ 試写会告知スポット

TBS系
- しあわせ家族計画
- 慢性吉本炎

フジテレビ系
- FNNスーパーニュース
- FNN 555 ザ・ヒューマン
- 皇室特番 感動のお子さま誕生物語
- 3時ヨこい!
- SMAP×SMAP「上京物語」（関西テレビ共同制作）
- 出たMONO勝負
- 特番 ダイアナ元妃追悼世界葬
- 2時のホント
- ビッグトゥデイ

テレビ朝日系
- 象印ニュースクイズ パンドラタイムス
- スーパーモーニング
- ドスペ!「緊急!花粉病&ダイエットSP」
- やじうまサタデー

テレビ東京系
- お米ギャラリー ホットインフォメーション

BSフジ
- 心理の迷Q
- 情報2002